# 天主教蘇昆比奧斯的聖米格爾宗座代牧區
天主教蘇昆比奧斯的聖米格爾宗座代牧區（拉丁語：Vicariatus Apostolicus Sancti Michaëlis de Sucumbios）是厄瓜多爾一個羅馬天主教宗座代牧區，直屬聖座。
1924年4月16日設宗座監牧區，1984年7月2日升為代牧區。
代牧區位於蘇昆比奧斯省，教座位於新洛哈。2010年有教友111,000人（佔轄區總人口79.9%）、四十一個堂區、十七名司鐸。目前宗座代牧為塞爾莫·拉薩里。